# Sonata per a violí núm. 7 (Beethoven)
La Sonata per a violí núm. 7, en do menor, és la segona de les tres Sonates per a violí op. 30 de Ludwig van Beethoven. Va ser composta entre 1801 i 1802. Està dedicada al tsar Alexandre I de Rússia. L'autògraf de la sonata es va presentar en una col·lecció creada per H.C. Bodmer a Zúric, i que fou descobert cap a la meitat del segle xx. Beethoven va compondre aquesta sonata o menys al mateix temps en què va escriure el seu "Testament de Heiligenstadt", una carta no enviada en la que detallant el seu estat d'angoixa. Se l'ha denominat "Heroica". Les tres sonates, la Núm. 6 la major, la Núm. 7 en do menor i la Núm. 8 sol major, van ser publicades el 1803 per Bureau des Arts et d'Industrie a Viena.

## Anàlisi musical
Consta de 4 moviments:
1. Allegro con brio (en do menor)
2. Adagio cantabile (en la bemoll major)
3. Scherzo: Allegro (en do major)
4. Finale: Allegro; Presto (en do menor)

L'obra dura aproximadament uns 26 minuts.